# Agenda (persoonlijk)

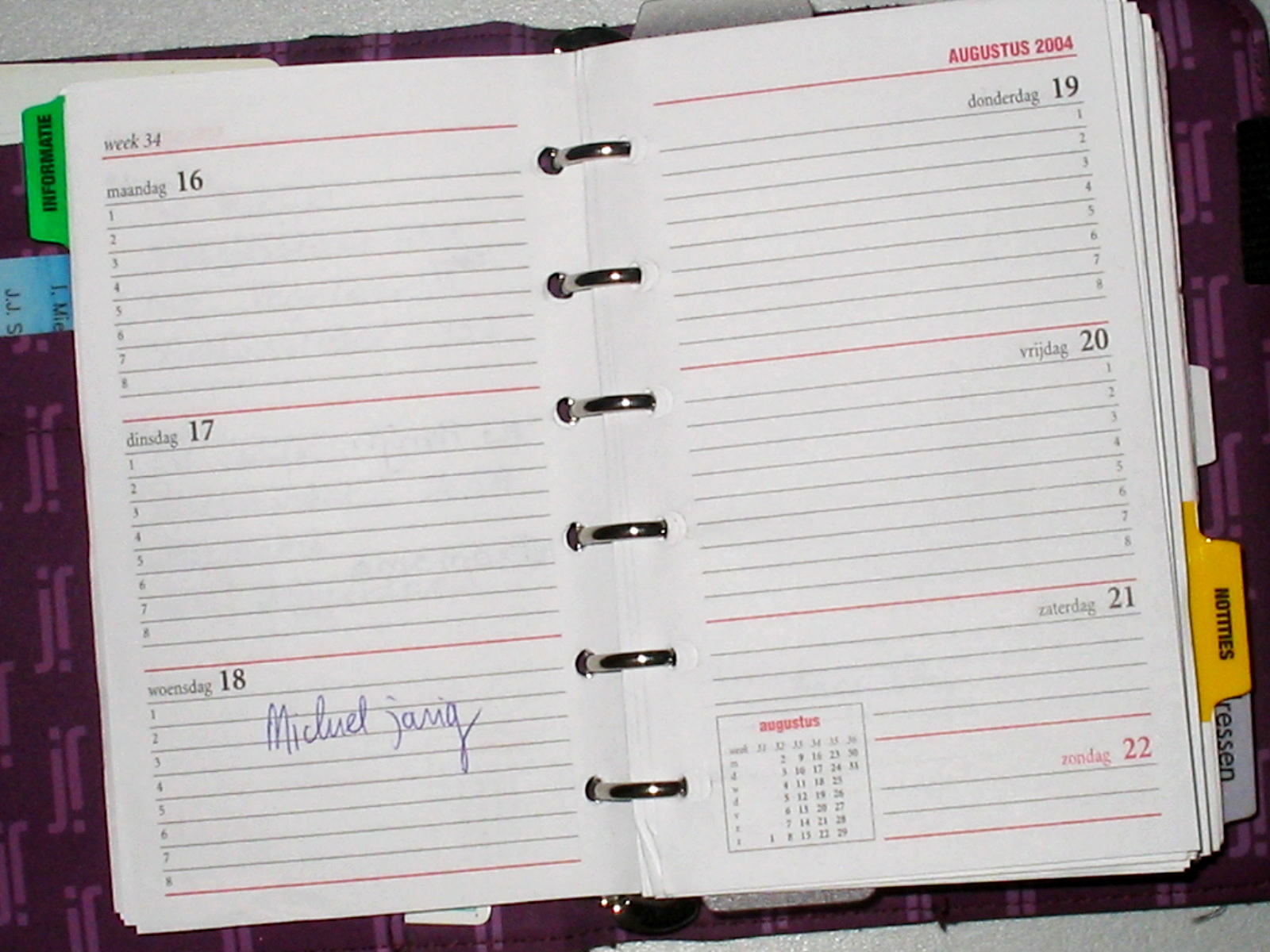
Een week uit zomaar een agenda

Een agenda is een boekwerk van papier of een digitaal bestand waarin de dagen van een jaar staan. De agenda wordt gebruikt voor het noteren van afspraken of uit te voeren taken in de toekomst, of als tijdschrijfsysteem voor het noteren van uitgevoerde taken in het verleden.  
Een reguliere papieren agenda bevat doorgaans alle maanden van één enkel kalenderjaar, met een kleine overlap met december van het voorgaande jaar, en januari van het nieuwe jaar. Doorgaans is een dergelijke agenda ingedeeld op basis van een werkweek, waarbij de maandag als eerste wordt weergegeven, en zondag als laatste. Een variatie op de papieren agenda, de schoolagenda, loopt in het noordelijk halfrond van september tot en met juni en volgt daarmee het schooljaar.   
Een elektronische of digitale agenda is niet gebonden aan een enkel kalenderjaar, en loopt in theorie oneindig door.  

## Etymologie
Het woord "agenda" vindt zijn oorsprong in het Latijn. Het is een gerundivum van het werkwoord agere (doen) en betekent letterlijk "de dingen die gedaan moeten worden".